# Juho Vennola

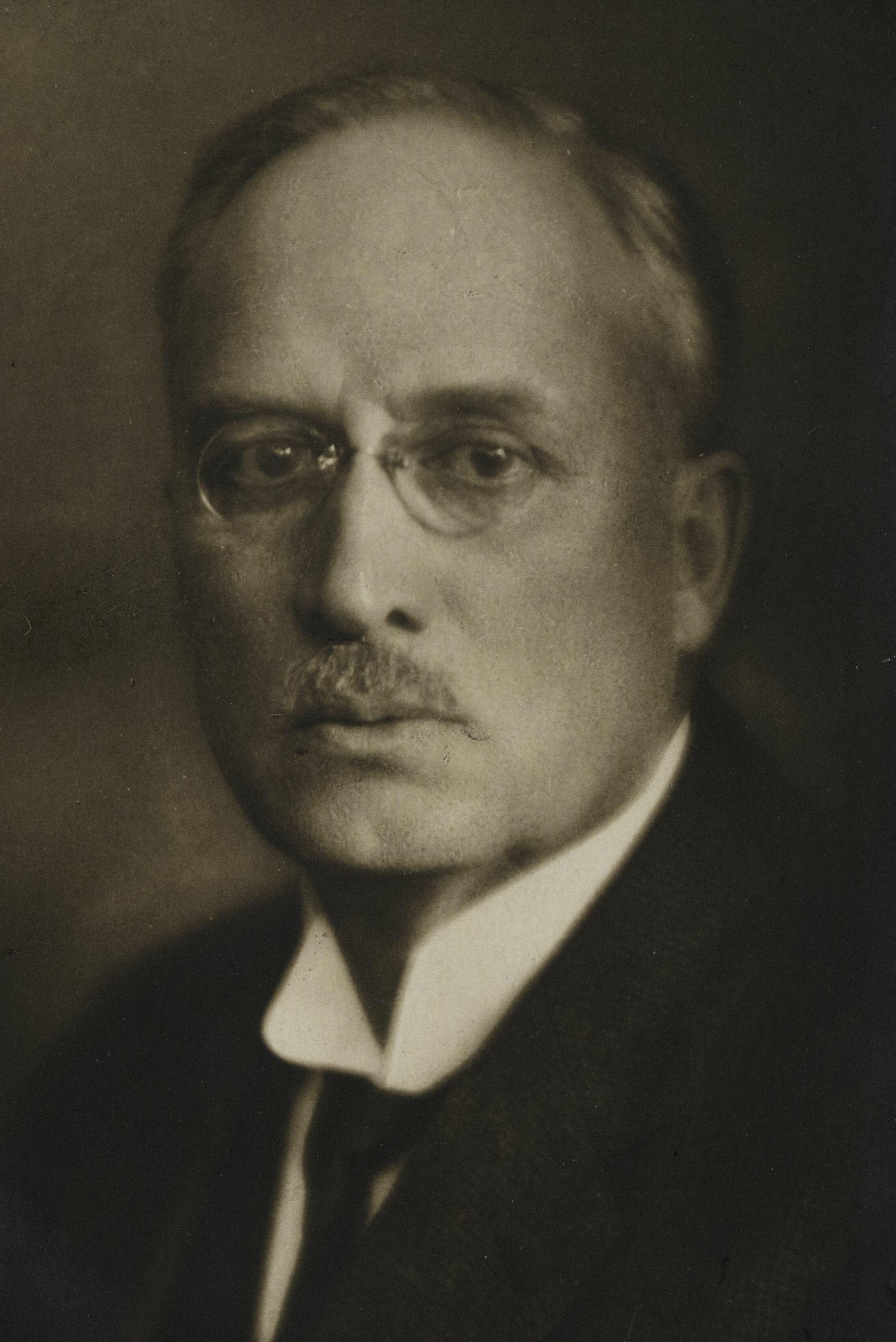
Juho Vennola

Juho Heikki Vennola (Oulu, 19 juni 1872 - Helsinki, 3 december 1938) was een Fins liberaal politicus.

## Levensloop
Vennola studeerde economie en was lange tijd hoogleraar economie aan de Universiteit van Helsinki. Na de Finse onafhankelijkheid (1917) sloot hij zich aan bij de Nationale Progressieve Partij (NPP). In 1919 was hij minister van Infrastructuur. Van 15 augustus 1919 tot 15 maart 1920 was hij voor de eerste keer minister-president. Hij stond aan het hoofd van een coalitie van de NPP en de Finse Agrarische Partij (ML). Van 9 april 1921 tot 2 juni 1922 stond hij als premier weer aan het hoofd van een coalitie van de NPP en ML.
Van 1922 tot 1924 was Vennola minister van Buitenlandse Zaken en van 1930 tot 1931 minister van Financiën.